# Roland Frühstück

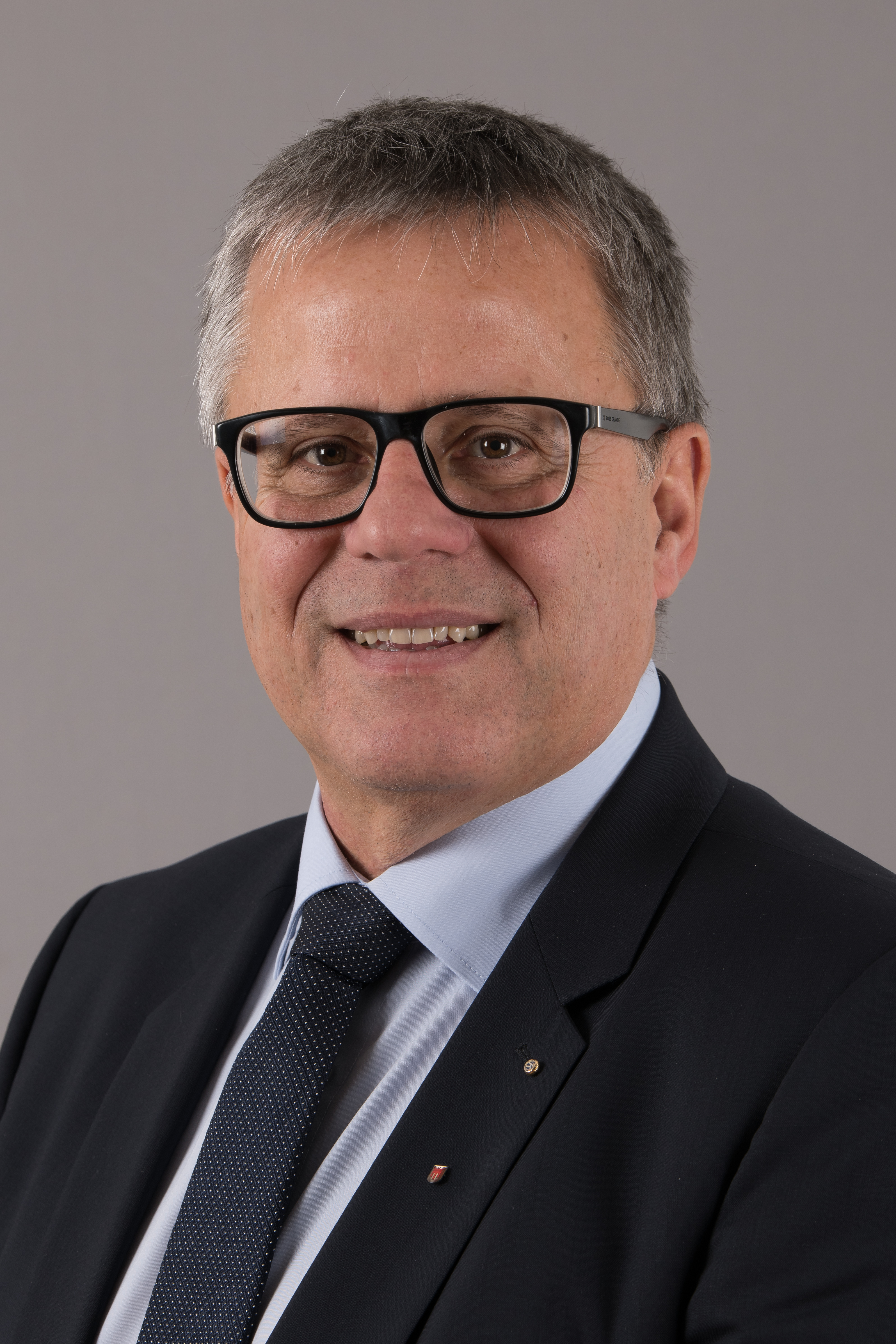
Roland Frühstück (2017)

Roland Frühstück (* 8. Februar 1958 in Bregenz) ist ein österreichischer Politiker (ÖVP) und Manager. Frühstück war ab 2009 Abgeordneter zum Vorarlberger Landtag und übte die Funktion des ÖVP-Klubobmanns im Landtag aus.

## Ausbildung und Beruf
Frühstück wuchs in der Vorarlberger Landeshauptstadt Bregenz auf, wo er von 1964 bis 1968 die Volksschule, von 1968 bis 1972 die Hauptschule und von 1972 bis 1975 die Handelsschule besuchte. Im Anschluss an seinen Handelsschulabschluss entschloss sich Roland Frühstück, die Matura im Rahmen der Handelsakademie für Berufstätige ebenfalls in Bregenz zu erwerben.
1979 schloss er die Handelsakademie ab und begann, Germanistik und Sport im Rahmen eines Lehramtsstudiums an der Universität Innsbruck zu studieren. Im Jahr 1984 konnte er auch sein Studium mit der Sponsion zum Mag. phil. abschließen.
Seine berufliche Tätigkeit begann Frühstück parallel zur Handelsakademie für Berufstätige bei der ADEG-Zentrale in Lauterach von 1975 bis 1979, wo er als Einkäufer tätig war. Die erste Anstellung als Lehrer bekam Frühstück an der Handelsakademie in Schwaz, wo er ein Jahr lang unterrichtete, ehe er als Lehrer an die HTL Rankweil, und damit zurück nach Vorarlberg, wechselte. Im Jahr 1993 führte Frühstücks beruflicher Weg wieder zurück in seine Heimatstadt, als er eine Lehrverpflichtung am Bregenzer Bundesgymnasium Blumenstraße annahm. Von 1995 bis 2021 war er zudem auch in verschiedenen Managementpositionen des Handballvereins Bregenz Handball tätig.
Seine Laufbahn als Lehrer unterbrach Frühstück im Jahr 2006, als er hauptberuflich Politiker wurde. Nachdem im Februar 2012 der Trainer von Bregenz Handball überraschend entlassen worden war, übernahm Roland Frühstück am 24. Februar als Sportdirektor interimistisch dessen Position. Ab September 2015 bekleidete Frühstück beim österreichischen Serienmeister die ehrenamtliche Position des Präsidenten. Am 30. Juni 2021 übergab Frühstück die Präsidentschaft des Handballvereins an Gregor Günther.

## Politische Laufbahn
Seine politische Laufbahn begann Roland Frühstück im Jahr 2000, als er im Zuge der Gemeindevertretungs- und Bürgermeisterwahl in Bregenz für die ÖVP zum Stadtrat und Mitglied der Stadtvertretung gewählt wurde. Als Stadtrat hatte er bis 2005 die Referate Liegenschaften und Sport inne, nach einer Wiederwahl in diesem Jahr bis 2010 die Bauangelegenheiten sowie Forst- und Landwirtschaft.
Nach der Landtagswahl in Vorarlberg 2009 wurde Roland Frühstück im Rahmen eines Nachrückermandats für den damaligen Landeshauptmann Herbert Sausgruber in den Vorarlberger Landtag gewählt. Am 7. Dezember 2011 wurde er als Nachfolger des in die Vorarlberger Landesregierung berufenen Rainer Gögele von den Abgeordneten der ÖVP Vorarlberg zu deren Klubobmann im Landtag gewählt. Diese Position bekleidet er bis heute.

## Persönliches
Roland Frühstück ist seit dem 8. Juli 1988 verheiratet und Vater eines Sohnes sowie einer Tochter. Er wohnt mit seiner Familie in Bregenz. Sein Sohn Lukas (* 1991) ist als Handballspieler bei Bregenz Handball aktiv.